# Groupe de NGC 2768
Le groupe de NGC 2768 comprend au moins cinq galaxies situées dans la constellation de la Grande Ourse. La distance moyenne entre ce groupe et la Voie lactée est d'environ 21,9 Mpc (∼71,4 millions d'al).

## Membres
Le tableau ci-dessous liste les cinq galaxies du groupe indiquées dans l'article de A.M. Garcia paru en 1993. Trois de ces galaxies (NGC 2654, NGC 2742 et NGC 2768) sont également indiquées comme faisant partie de ce groupe par Richard Powell.    
| Nom      | Class.  | Type                 | α (J2000.0)   | δ (J2000.0) | Vitesse radiale (km/s) | m     | Distance (Mpc) | Diamètre (kal) |
| -------- | ------- | -------------------- | ------------- | ----------- | ---------------------- | ----- | -------------- | -------------- |
| NGC 2654 | SBab?   | Spirale barrée       | 08h 49m 11.9s | 60° 13′ 16″ | 1339 ± 2               | 11,8  | 21,4 ± 1,5     | 112            |
| NGC 2726 | Sa?     | Spirale              | 09h 04m 56.8s | 59° 55′ 59″ | 1555 ± 3               | 12,5  | 24,7 ± 1,7     | 83             |
| NGC 2742 | SA(s)c? | Spirale              | 09h 07m 33.5s | 60° 28′ 46″ | 1292 ± 3               | 11,4  | 20,8± 1,5      | 70             |
| NGC 2768 | E6      | Elliptique           | 09h 11m 37.5s | 60° 02′ 14″ | 1353 ± 5               | 9,9   | 21,7 ± 1,5     | 158            |
| UGC 4549 | Sdm?    | Spirale magellanique | 08h 44m 21.5s | 58° 50′ 31″ | 1289 ± 2               | 13,72 | 20,7 ± 1,5     | 39             |

Le site DeepskyLog permet de trouver aisément les constellations des galaxies mentionnées dans ce tableau ou si elles ne s'y trouvent pas, l'outil du site constellation permet de le faire à l'aide des coordonnées de la galaxie. Sauf indication contraire, les données proviennent du site NASA/IPAC.